# Spodoptera speciosa
Spodoptera speciosa là một loài bướm đêm trong họ Noctuidae.